# Реквізити
Реквізити — сукупність постійних елементів, з яких складаються документи. Сукупність реквізитів становить формуляр документів. До елементів документів (реквізитів) належать дата, підпис, адреса, заголовок та ін., а також текст.
Реквізит службового документа — обов'язковий елемент, зафіксований в документі для його ідентифікації, організації обліку та надання йому юридичної сили
Під час оформлення документів слід дотримуватися головних правил їх складання, які передбачають правильне написання реквізитів, їх розміщення на бланку документа. Додержання цих вимог надає документові юридичної чинності.

## Обов'язкові реквізити
- Назва організації;
- Назва виду документа;
- Дата документа;
- Реєстраційний індекс документа;
- Текст документа;
- Підпис.

Якщо у документі відсутній або неправильно оформлений один із цих реквізитів, документ втрачає чинність, не має юридичної сили.

## Кількість реквізитів документа
Кількість елементів документа, тобто реквізитів, може бути різною і визначається видом і змістом документа. При оформлені конкретного документа застосовують не всі реквізити, а лише ті, які необхідні при виготовленні документів цього типу і вважаються обов'язковими відповідно до юридичних вимог.
Державні стандарти ДСТУ 4163-2003 Уніфікована система організаційно-розпорядчої документації. Вимоги до оформлювання документів[недоступне посилання з червня 2019] та ДСТУ 2732:2004 «Діловодство й архівна справа. Терміни та визначення понять» встановлюють максимальний склад реквізитів і порядок їх розташування.
Національний стандарт встановлює 32 реквізити документа, кожен з яких має певний код. Конкретний набір реквізитів залежить від виду документа, його цільового призначення, змісту, способу документування, етапів його підготовки і роботи з ним.
Реквізити документа:
Р1 — Державний герб України
Зображення державного герба України, герба Автономної Республіки Крим на бланках із кутовим розміщенням реквізитів ставлять на верхньому полі бланка над серединою рядків з назвою установи, а на бланках з поздовжнім розміщенням реквізитів — у центрі верхнього поля. Розмір зображення: висота — 17 мм, ширина — 12 мм
Р2 — Емблема організації чи підприємства
Розміщують з лівого боку від назви установи. Як емблему можна використовувати товарний знак, зареєстрований у встановленому порядку
Р3 — Зображення державних нагород
Розміщують у верхньому лівому кутку бланка або посередині документа на рівні найменування установи і найменування структурного підрозділу
Р4 — Код підприємства, установи, організації
Розміщують у верхньому правому кутку
Р5 — Код форми документа
Розміщують у верхньому правому кутку під кодом підприємства, організації, установи
Р6 — Назва міністерства або відомства, якому підпорядковується установа
Розміщують у верхньому лівому кутку або посередині сторінки

Р7 — Повна назва установи, організації або підприємства — автора документа
Розміщують у верхньому лівому кутку. Може наноситися за допомогою штампа або друкарським способом. Назва установи повинна відповідати найменуванню, зазначеному в положенні (статуті) про неї
Р8 — Назва структурного підрозділу
Розміщують нижче найменування установи, у верхньому лівому кутку, дозволяється друкувати машинописним способом.
Р9 — Довідкові відомості про установу
Містять: індекс підприємства зв'язку, пошта і телеграфна адреса, номер телефону, номер телетайпа (абонентського телеграфу), номер рахунку в банку, адрес електронної пошти.
Розміщується нижче найменування установи або структурного підрозділу у верхньому лівому кутку.
Р10 — Назва виду документа
Має відповідати переліку форм, які використовують в організації. Перелік містить назви уніфікованих форм документів згідно з ДК 010 та назви інших документів, що відповідають організаційно-правовому статусу установи. Розміщують посередині рядка. Наводиться в усіх документах, крім листів.
Р11 — Дата документа
1. Дату документа ставлять під назвою виду документа перед індексом на спеціально відведеному місці на бланку.
2. Якщо документ складено не на бланку, його дату проставляють під підписом, ліворуч.
3. Дату затвердження документа зазначають у відповідній графі або на кутовому штампі
Р12 — Індекс документа
Індексування документів полягає у присвоєнні їм умовних позначень — індексів, які надають документам під час реєстрації і вказують на місце складання, виконання та зберігання документів. Цей реквізит дозволяє забезпечити оперативний довідково-інформаційний пошук документа, контроль виконання.
Містить три пари арабських цифр, де перша пара — індекс структурного підрозділу, друга — номер справи за номенклатурою для підрозділу, третя — порядковий номер за журналом обліку.
Номер документа розташовується у верхній частині сторінки ліворуч
Р13 — Посилання на індекс вихідного документа
Посилання на індекс і дату вхідного документа (розташовується у верхній частині сторінки ліворуч
Індекс вхідного документа включає в себе арабські цифри: індекс кореспондента, індекс структурного підрозділу та порядковий реєстраційний номер надходження документа за картотекою певної групи кореспондентів
Р14 — Місце складання документа
Місце складення або видання документа зазначають на всіх документах, крім листів, у яких ці відомості визначають із реквізиту «довідкові відомості про установу».
Розташовують на рівні або нижче реквізитів «дата документа» та «індекс документа» посередині рядка
У верхній частині сторінки зліва. Включає назву міста чи населеного пункту, де видається документ
Р15 — Гриф обмеження доступу до документу
Гриф обмеження доступу до документа (таємно, для службового користування)
проставляють без лапок праворуч у верхньому куті на першій сторінці документа.
За потреби його доповнюють відомостями, передбаченими нормативно-правовими актами, які регламентують порядок ведення діловодства, що містять інформацію обмеженого доступу
Р16 — Адресат
Адресати документа — установи, їх структурні підрозділи, конкретні посадові особи, громадяни. Документ не повинен мати більше чотирьох різних адресатів. Слово «копія» перед зазначенням другого, третього, четвертого адресатів не ставлять. У разі надсилання документа більш як чотирьом адресатам складають список цих адресатів на окремому аркуші, а на кожному документі зазначають тільки один адресат
у верхній частині сторінки праворуч. Кожний елемент пишеться із середини нового рядка з великої літери.
Адреса, за новими вимогами, вказується після назви установи, структурного підрозділу й прізвища службової чи приватної особи
У разі адресування документа установі або її структурному підрозділу без зазначення посадової особи найменування пишуть у називному відмінку

Р17 — Гриф затвердження
У верхній правій частині документа.
Елементи грифу затвердження: слово
ЗАТВЕРДЖУЮ; назва посади; особистий підпис; ініціали та прізвище особи, що затвердила документ; дата затвердження;
слово ЗАТВЕРДЖЕНО; назва документа, яким затверджено.

Р18 — Резолюція
Резолюція, яку ставить на документі посадова особа, містить такі обов'язкові елементи: прізвище конкретного виконавця (виконавців) у давальному відмінку, зміст доручення щодо виконання документа, термін виконання, особистий підпис керівника, дату.
Відповідальною за виконання документа є особа, наведена в резолюції першою.
Як виконавці у резолюції зазначаються службові особи, а не структурні підрозділи.
У лівому верхньому кутку. Якщо це місце зайняте іншим реквізитом, то резолюцію вміщують на будь-якій вільній площі лицьового боку сторінки документа, крім полів.
Резолюцію-підтвердження пише керівник, якщо документ не вимагає ніяких дій від заступників та колективу
Керівник передає секретареві документ, супроводжуючи його резолюцією: «До наказу», «До протоколу», «До керівництва», «До виконання» тощо, залежно від того, в якому внутрішньому документі установи буде враховано його зміст. У такій резолюції зазначають підпис керівника і дату. Термін виконання не вказують, бо така резолюція передбачає виконання документа шляхом негайного створення відповідного внутрішнього документа установи.
Резолюцію-відповідь пише керівник у випадку, коли документ надходить до установи з кур'єром і вимагає негайної відповіді, особливо якщо відповідь негативна.
Містить: основний текст, дату, підпис, назву посади відповідальної особи, яка розглядала документ і приймала рішення. За обсягом ця резолюція більша за попередні, але коротша за лист — відповідь, хоч подібна за змістом до нього: «На жаль, змушені Вам відмовити з причини…», «Не заперечуємо», «Про результати і вжиті заходи повідомте додатково», «Слід розглянути питання детальніше й доповісти в тижневий термін» тощо.
Резолюцію-розгляд пише керівник, якщо документ потребує вжиття заходів чи розгляду колективом установи.
Резолюція складається з таких елементів: прізвища та ініціалів виконавця, якому відправлено документ; вказівки про порядок виконання документа; терміну виконання документа; особистого підпису керівника; дати. Резолюції цього виду формулюються так: «Підготувати відповідь до…», «Вжити заходів», «Зробити висновки», «Розглянути питання», «Обговорити на засіданні…» тощо.

Р19 — Заголовок до тексту документа (короткий зміст)
Складають обов'язково до кожного документа. Він має бути максимально коротким і ємним, точно передавати зміст тексту. Заголовок повинен граматично узгоджуватися з назвою документа і містити короткий виклад його основного смислового аспекту.
Формулювати заголовок документа слід за допомогою віддієслівного іменника, відповідаючи на запитання «про що?», «кого?», «чого?». Наприклад, наказ (про Що?) про реорганізацію установи; посадова інструкція (кого?) головного спеціаліста; протокол (чого?) засідання кафедри. Якщо у документі йдеться про кілька питань, заголовок може бути узагальненим.
Друкується малими літерами, розміщується під назвою виду документа, відображає головну ідею документа і починається з прийменника «Про», який пишеться, як правило, з великої літери, має бути лаконічним і точним, з максимальною повнотою розкривати зміст документа.
Реквізити заголовка розміщують центрованим (початок і кінець кожного рядка реквізиту однаково віддалені від меж площі) або прапоровим (кожний рядок реквізиту починається від лівої межі площі) способом. Заголовок переважно пишуть прапоровим способом перед текстом документа

Р20 — Відмітку про взяття документа на контроль
Розташовують на лівому полі першого аркуша документа, на рівні заголовка до тексту, і проставляють за формою «К» або «Контроль»

Р21 — Текст документа
Розташовують по всій ширині сторінки від поля до поля.
Текст документа, що складається з таких логічних елементів: вступу, доказ, закінчення викладають грамотно, стисло, зрозуміло й об'єктивно, без повторів. Зміст документа має бути пов'язаним зі змістом раніше виданих документів з певного питання. Не дозволяється довільне скорочення найменування установ, підприємств, організацій та окремих слів.
Текст документа оформляють у вигляді суцільного складного тексту, анкети, таблиці або поєднання цих форм.
Форму таблиці використовують у разі викладення цифрової або словесної інформації про кілька об'єктів за рядом ознак. Табличні тексти використовують в планових, звітно-статистичних, фінансових, бухгалтерських, організаційно-розпорядчих та інших документах.

Р22 — Відмітка про наявність додатків
Відмітку про наявність додатків розміщують під текстом документа. Наявність додатків, повну назву яких наводять у тексті, фіксують за такою формою: Додаток: на 5 арк. у 2 прим.
Якщо документ має додатки, повних назв яких немає у тексті, то ці назви треба подати після тексту, зазначивши кількість аркушів у кожному додатку та кількість їхніх примірників.

Приклад: Додатки:
1. Довідка про виконання плану ремонтних робіт за I квартал 2000 р. на 5 арк. в 1 прим.
2. Графік ремонтних робіт на II квартал 2000 р. на 2 арк. в 1 прим.

Якщо до документа додають інший документ, що має додатки, то відмітку про наявність додатків оформлюють так: Приклад: Додаток: лист Державного комітету архівів України від 27.04.2000 N 171/01-04 і додаток до нього, всього на 7 арк. в 1 прим.
Якщо додатки зброшуровані, то кількість їхніх аркушів не зазначають.
Приклад: Додаток: Методичні рекомендації в 3 прим.
На велику кількість додатків складають опис, а в самому документі після тексту зазначають: Додатки: згідно з описом на 67 арк.

Якщо додаток надсилають не за всіма зазначеними у документі адресами, відмітку про наявність додатка оформлюють так: Додаток: на 5 арк. в 1 прим. на першу адресу.
Додаток до розпорядчого документа повинен мати відмітку з посиланням на цей документ, його дату і номер. Відмітку роблять у верхньому правому куті першого аркуша додатка.

Приклад: Додаток 1 до наказу Міністерства охорони здоров'я України 20.01.2001 N 25

Р23 — Підпис
Підпис складається з назви посади особи, яка підписує документ (повної, якщо документ надруковано не на бланку, скороченої — на документі, надрукованому на бланку), особистого підпису, ініціалу(-ів) і прізвища.
```
Приклади:
```

1 Голова Державного комітету
статистики України  Підпис  Ініціал(и), прізвище
2 Голова  Підпис  Ініціал(и), прізвище

Реквізит розміщують під текстом документа або під відміткою про наявність додатків.

Якщо документ підписують кілька (дві або більше) осіб, то їхні підписи розташовують один під одним відповідно до підпорядкованості посадових осіб.
```
                  Приклад:
```

Директор  Підпис  Ініціал(и), прізвище
Головний бухгалтер  Підпис  Ініціал(и), прізвище

Якщо документ підписують кілька осіб однакових посад, то їхні підписи розташовують на одному рівні.
```
Приклад: Заступник Міністра Юстиції Заступник Міністра Юстиції
```

України України
Підпис Ініціал(и), прізвище  Підпис Ініціал(и), прізвище

Документи колегіальних органів підписують голова колегіального органу і секретар.
```
Приклад: Голова дирекції  Підпис  Ініціал(и), прізвище
```

Секретар дирекції  Підпис  Ініціал(и), прізвище

У разі відсутності посадової особи, підпис якої зазначено в документі, документ підписує особа, яка виконує її обов'язки, або її заступник. У цьому випадку обов'язково зазначають посаду і прізвище особи, яка підписала документ (виправлення вносять рукописним або машинописним способом), наприклад: «Виконувач обов'язків», «Заступник».
Підписувати документ із прийменником «за» або ставити правобіжну похилу риску перед назвою посади не дозволено.

Р24 — Гриф погодження
Гриф погодження розміщують нижче реквізиту «Підпис». Він складається зі слова ПОГОДЖЕНО (без лапок), назви посади особи, яка погоджує документ (разом з назвою організації), особистого підпису, ініціалу(-ів) і прізвища, дати погодження.
Приклад
ПОГОДЖЕНО
Заступник Міністра оборони України
Підпис     Ініціал(и), прізвище
05.02.2001
Якщо документ погоджують листом, протоколом, актом тощо, то гриф погодження оформлюють так: ПОГОДЖЕНО
Протокол засідання Правління
Національного банку України
23.01.2001 N 2
Р25 — візи документа
Візою оформлюють внутрішнє погодження документа.
Віза складається з назви посади, особистого підпису, ініціалів і прізвища особи, яка візує документ, дати завізування. Візу розміщують нижче реквізиту 23, як на лицьовому, так і на зворотному боці останнього аркуша документа.
Приклад
Начальник юридичного відділу
Підпис     Ініціал(и), прізвище
18.09.2001
Візу ставлять на примірниках документів, які залишають в організації.
Р26 — Відбиток печатки
Відбитком печатки організації засвідчують на документі підпис відповідальної особи. Перелік документів, на які ставлять відбиток печатки, визначає організація на підставі нормативно-правових актів. Його подають в інструкції з діловодства організації.
Відбиток печатки ставлять так, щоб він охоплював останні кілька літер назви посади особи, яка підписала документ.

Р27 — Відмітка про засвідчення копії документа
Відмітку про засвідчення копії документа складають зі слів «Згідно з оригіналом», назви посади, особистого підпису особи, яка засвідчує копію, її ініціалів та прізвища, дати засвідчення копії і проставляють нижче реквізиту 23.
Приклад
Згідно з оригіналом
Секретар      Підпис     Ініціал(и), прізвище
26.06.2001

Р28 — Прізвище виконавця і номер його телефону
Прізвище або прізвище, ім'я та по батькові виконавця документа і номер його службового телефону зазначають на лицьовому боці в нижньому лівому куті останнього аркуша документа.
Приклади
1 Іваненко 556 07 24
2 Іваненко Петро Михайлович 556 07 24
Р29 — Відмітка про виконання документа і направлення його до справи
Відмітку про виконання документа і направлення його до справи ставлять у лівому куті нижнього берега лицьового боку першого аркуша документа. Вона містить такі дані: посилання на дату і номер документа про його виконання або коротку довідку про виконання, слова «До справи», номер справи, в якій документ буде зберігатися, дату направлення документа до справи, назву посади і підпис виконавця.
Приклад: До справи N 03-4
Відповідь надіслано 13.05.2001 N 03-12/113
Посада     Ініціал(и), прізвище
14.05.2001
Р30 — Відмітка про наявність документа в електронній формі
Відмітка про наявність документа в електронній формі містить повне ім'я файла і його місце зберігання, код оператора та інші пошукові дані. Її ставлять у центрі нижнього берега лицьового боку першого аркуша документа.

Р31 — Відмітка про надходження (рестрації) документа до організації
Відмітка про надходження документа до організації містить такі дані: скорочену назву організації, дату (за потреби — годину і хвилину) надходження документа і реєстраційний індекс документа, які ставлять у правому куті нижнього берега лицьового боку першого аркуша документа.
Відмітку про надходження документа до організації доцільно ставити за допомогою штампа.

Р32 — Запис про державну реєстрацію
Запис про державну реєстрацію фіксують тільки на нормативно-правових актах органів державної влади, долучених до державного реєстру відповідно до Указу Президента України «Про державну реєстрацію нормативних актів міністерств та інших органів державної виконавчої влади».
Його розташовують після номера акта чи після грифа затвердження.

## Види реквізитів
Реквізити бувають:
- постійні;
- змінні.

Постійні реквізити наносять, коли виготовляють уніфіковану форму чи бланк документа, а змінні — під час його складання.
Кожний із реквізитів має свою довжину, визначену у формулярі-зразку. Довжина реквізиту — це кількість графічних знаків та пробілів, потрібна для запису реквізиту на документі.

## Способи розташування реквізитів
- кутовий;
- та поздовжній.

1. Постійні реквізити розташовують вздовж верхньої частини аркуша.
2. Максимальна довжина рядка багаторядкових реквізитів (крім тексту) — 28 знаків (73 мм).